# 아마노 유키야

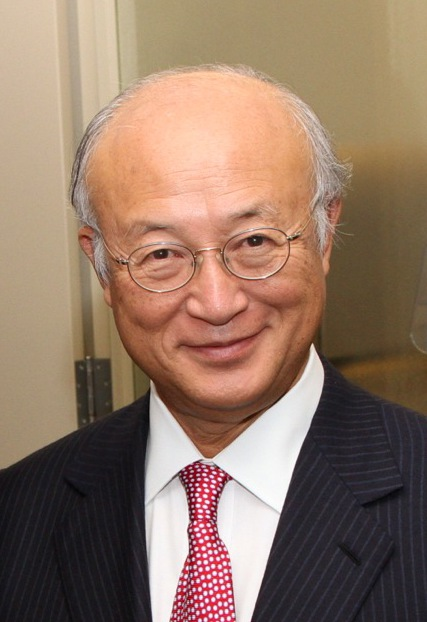
아마노 유키야

아마노 유키야(일본어: 天野 之弥, 1947년 5월 9일 ~ 2019년 7월 22일)는 일본의 외교관이다. 국제원자력기구 사무총장직을 10년 역임하였다.

## 개요
일본국 가나가와현 출신이다 .일본 외무성 외교정책국 군축불확산 및 과학부 부장과 빈 주재 국제기구 일본 대사를 역임했다. 2009년 7월에 국제원자력기구 사무총장에 당선되어 2019년까지 사무총장직을 수행하였는데, 임기 중 사망하였다.

## 생애
1972년에 도쿄 대학 법학부를 졸업했다. 일본 외무성에서 근무하였으며,  국제원자력기구 사무총장직 임기 말에  2019년 7월 22일 사망했다.